# Квінтан
Квінтан (фр. quintaine, англ. guintain — «стовп з мішенню для удару списом», від лат. quintāna via — «п'ятий шлях») — не форма турніру в сучасному розумінні, а лише тренування для участі в подальших турнірах гештех або реннен. Для нього не було потрібно спеціального озброєння. Тренувальна вправа полягала в тім, щоб лицар зумів потрапити списом точно в центр щита-мішені на груди манекена, що кріпився до стовпа й міг обертатися довкола нього. На витягнутій правій руці ляльки висів полотняний мішок, наповнений піском. Якщо лицареві, що скаче галопом ліворуч від манекена, вдавалося потрапити у центр щита списом і зламати ратище, то він ставав переможцем квінтани. Якщо лицар трішки промахувався, то манекен різко повертався навколо стовпа, і підвішений на його руці важкий мішок із усього розмаху вдаряв лицаря по спині, що викликало серед глядачів вибухи сміху. Таке тренувальне змагання проводилося з XII століття й, імовірно, зародилося у Франції. В Англії воно проіснувало до кінця XVI століття. Ще Шекспір у своїх творах згадував цей особливий вид тренування лицарів.
В XVII столітті замість квінтани з'явилася інша гра, карусель, ціль якої полягала у вдалому влученні списом у картонну або дерев'яну голову мавра або турка, установлену як мішень на стовпі.